# 소브란체구

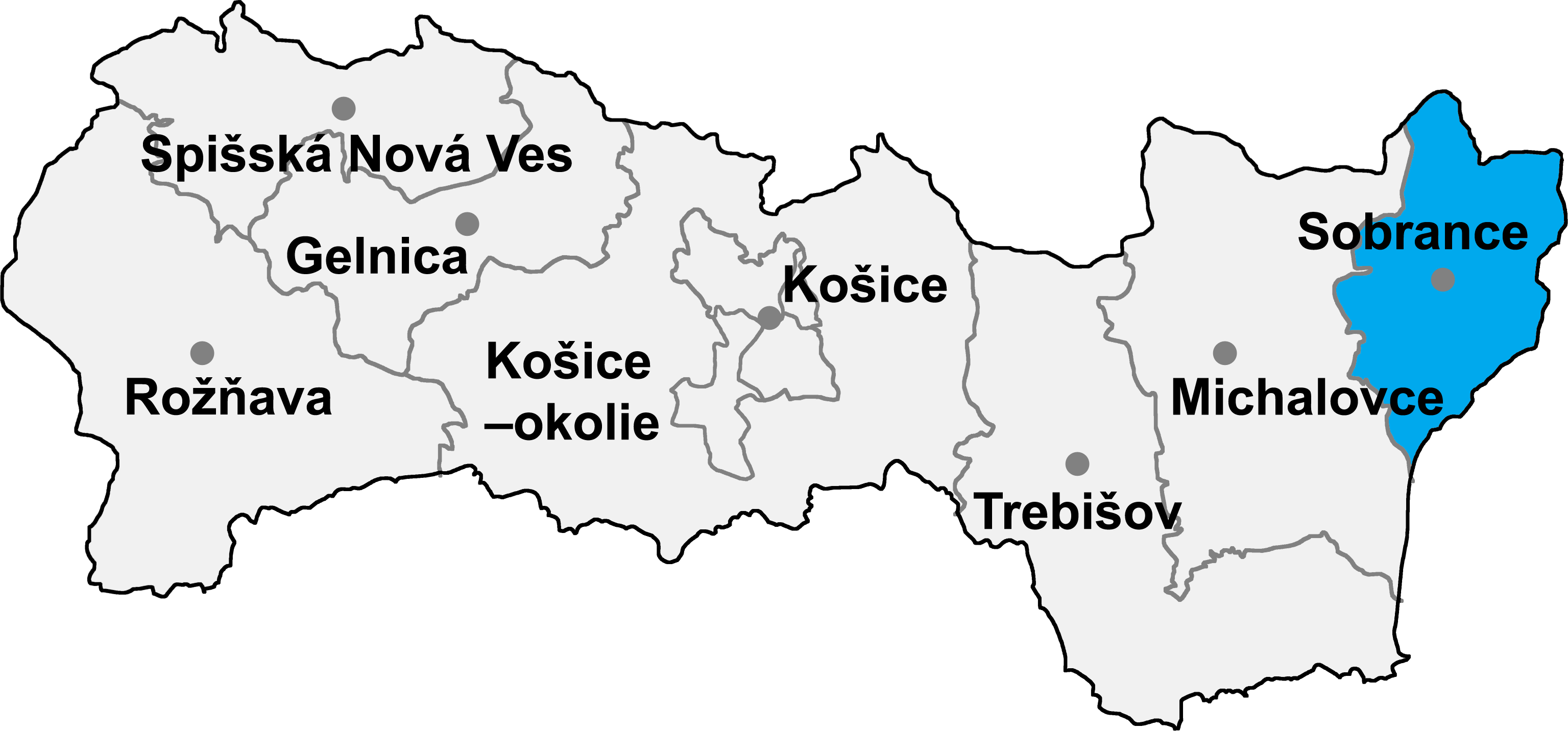
소브란체구의 위치

소브란체구(슬로바키아어: Okres Sobrance)는 슬로바키아 코시체주를 구성하는 11개 구 가운데 하나로 행정 중심지는 소브란체이며 면적은 538.17km2, 인구는 22,818명(2014년 기준), 인구 밀도는 42.4명/km2이다.
코시체주 동부에 위치하며 47개 지방 자치체(1개 시, 46개 마을)를 관할한다. 동쪽으로는 우크라이나와 국경을 접하며 북쪽으로는 프레쇼우주 스니나구, 서쪽과 남쪽으로는 미할로우체구와 접한다.